# 高木大輔
高木 大輔（たかぎ だいすけ、1995年10月14日 - ）は、神奈川県横浜市青葉区出身のプロサッカー選手。Jリーグ・FC琉球所属。ポジションはフォワード。
父は横浜・日本ハムで活躍した元プロ野球選手の高木豊。高木三兄弟の三男である。長兄・高木俊幸は東京ユナイテッドFC所属、次兄・高木善朗はアルビレックス新潟所属。

## 来歴
父・豊が現役を引退した1994年の翌年に誕生。あざみ野F.C.でサッカーをはじめ、東京ヴェルディ1969ジュニアに入団した。小学6年時には第31回全日本少年サッカー大会にキャプテンとして出場し優勝に貢献した。またこの年度、東京ヴェルディジュニアは、全日本少年サッカー大会(11人制)・ダノンネーションズカップ(9人制)・チビリンピック(8人制)・バーモントカップ(フットサル)のジュニア4大全国大会で優勝している。
ジュニアユースに昇格し、中学3年時には天皇杯でトップチームの試合にベンチ入りした。14歳326日でのベンチ入りはJリーグ発足後の史上最年少記録である。また3兄弟がベンチ入りするのも史上初。2011年10月にはU-17日本代表として2011 FIFA U-17ワールドカップに出場し、ベスト8となった。
2011年にユースに昇格し、同年3月4日と2012年3月30日にユース所属のまま2種登録された。2013年3月3日、J2第1節のアビスパ福岡戦で2種登録選手としてリーグ戦デビュー、4月5日にはトップチームに昇格してプロ契約を結んだ。
2018年より父・豊の故郷に本拠地を置くレノファ山口FCに期限付き移籍で加入。主に左サイドでレギュラーポジションをつかみ、キャリアハイとなる38試合出場・8ゴールを挙げ、シーズン終了後に完全移籍加入。2019年シーズンはシステム変更もあり、主にウィングバックとして 26試合に出場した。
2019年8月、ガンバ大阪に完全移籍。8月24日、第24節の鹿島アントラーズ戦で途中交代からJ1デビューを果たした。
2020年1月、一昨年の2018年12月に結婚していたことをガンバ大阪を通じて報告した。
2021年、レノファ山口FCに完全移籍で復帰。2023年シーズンを持って契約を満了。
2024年2月14日、FC琉球への加入が発表された。

## 所属クラブ
- あざみ野F.C.
- 東京ヴェルディジュニア（横浜市立嶮山小学校）
- 2008年 - 2010年 東京ヴェルディジュニアユース（横浜市立すすき野中学校）
- 2011年 - 2013年 東京ヴェルディユース（日出高校）
  - 2011年 - 2013年 東京ヴェルディ (2種登録選手)
- 2013年 - 2018年 東京ヴェルディ
  - 2014年8月 - 2015年 Jリーグ・アンダー22選抜
  - 2018年 レノファ山口FC（期限付き移籍）
- 2019年 - 同年8月 レノファ山口FC
- 2019年8月 - 2020年 ガンバ大阪
- 2021年 - 2023年 レノファ山口FC
- 2024年 - FC琉球

## 個人成績
| 国内大会個人成績 | 国内大会個人成績 | 国内大会個人成績 | 国内大会個人成績 | 国内大会個人成績 | 国内大会個人成績 | 国内大会個人成績 | 国内大会個人成績 | 国内大会個人成績 | 国内大会個人成績 | 国内大会個人成績 | 国内大会個人成績 |
| 年度             | クラブ           | 背番号           | リーグ           | リーグ戦         | リーグ戦         | リーグ杯         | リーグ杯         | オープン杯       | オープン杯       | 期間通算         | 期間通算         |
| 年度             | クラブ           | 背番号           | リーグ           | 出場             | 得点             | 出場             | 得点             | 出場             | 得点             | 出場             | 得点             |
| 日本             | 日本             | 日本             | 日本             | リーグ戦         | リーグ戦         | リーグ杯         | リーグ杯         | 天皇杯           | 天皇杯           | 期間通算         | 期間通算         |
| ---------------- | ---------------- | ---------------- | ---------------- | ---------------- | ---------------- | ---------------- | ---------------- | ---------------- | ---------------- | ---------------- | ---------------- |
| 2013             | 東京V            | 21               | J2               | 6                | 0                | -                | -                | 0                | 0                | 6                | 0                |
| 2014             | 東京V            | 18               | J2               | 15               | 1                | -                | -                | 0                | 0                | 15               | 1                |
| 2015             | 東京V            | 18               | J2               | 25               | 7                | -                | -                | 2                | 2                | 27               | 9                |
| 2016             | 東京V            | 18               | J2               | 29               | 6                | -                | -                | 2                | 1                | 31               | 7                |
| 2017             | 東京V            | 18               | J2               | 24               | 1                | -                | -                | 1                | 0                | 25               | 1                |
| 2018             | 山口             | 18               | J2               | 38               | 8                | -                | -                | 2                | 2                | 40               | 10               |
| 2019             | 山口             | 18               | J2               | 26               | 2                | -                | -                | 1                | 0                | 27               | 2                |
| 2019             | G大阪            | 20               | J1               | 2                | 0                | 0                | 0                | -                | -                | 2                | 0                |
| 2020             | G大阪            | 20               | J1               | 0                | 0                | 1                | 0                | 0                | 0                | 1                | 0                |
| 2021             | 山口             | 7                | J2               | 26               | 0                | -                | -                | 1                | 0                | 27               | 0                |
| 2022             | 山口             | 18               | J2               | 37               | 5                | -                | -                | 2                | 0                | 39               | 5                |
| 2023             | 山口             | 18               | J2               | 19               | 1                | -                | -                | 1                | 0                | 20               | 1                |
| 2024             | 琉球             | 89               | J3               | 24               | 1                | 2                | 0                | -                | -                | 26               | 1                |
| 2025             | 琉球             | 89               | J3               |                  |                  |                  |                  |                  |                  |                  |                  |
| 通算             | 日本             | 日本             | J1               | 2                | 0                | 1                | 0                | 0                | 0\|\|\|3\|\|0    |                  |                  |
| 通算             | 日本             | 日本             | J2               | 245              | 31               | -                | -                | 12               | 5                | 257              | 36               |
| 通算             | 日本             | 日本             | J3               | 24               | 1                | 2                | 0                | -                | -                | 26               | 1                |
| 総通算           | 総通算           | 総通算           | 総通算           | 271              | 32               | 3                | 0                | 12               | 5                | 286              | 37               |

| 2019   | G大23  | 20     | J3     | 1  | 0 | 1  | 0 |
| 2020   | G大23  | 20     | J3     | 24 | 2 | 24 | 2 |
| 通算   | 日本   | 日本   | J3     | 25 | 2 | 25 | 2 |
| 総通算 | 総通算 | 総通算 | 総通算 | 25 | 2 | 25 | 2 |

その他の公式戦
- 2024年
  - タイムス杯争奪沖縄県サッカー選手権大会 1試合0得点
- 2025年
  - タイムス杯争奪沖縄県サッカー選手権大会 1試合0得点

出場歴
- Jリーグ初出場 - 2013年3月3日 J2第1節 vsアビスパ福岡（味の素スタジアム）
- Jリーグ初得点 - 2014年3月22日 J2第4節 vs愛媛FC（ニンジニアスタジアム）

## タイトル

### クラブ
東京ヴェルディジュニア
- 全日本少年サッカー大会：1回（2007年）
- ダノンネーションズカップ in JAPAN：1回（2007年）
- チビリンピック：1回（2007年）
- バーモントカップ：1回（2007年）

### 代表
U-19日本代表
- AFF U-19ユース選手権：1回（2014年）

## 代表歴
- U-16日本代表
  - AFC U-16選手権2010（2010年）
- U-17日本代表
  - 2011 FIFA U-17ワールドカップ（2011年）
  - サニックス杯国際ユースサッカー大会（2012年）
- U-18日本代表
  - AFC U-19選手権2014 (予選)（2013年）
- U-19日本代表
  - U-19国際フットボールトーナメントNutifood Cup（2014年）
  - SBSカップ 国際ユースサッカー（2014年）
  - AFC U-19選手権（2014年）